# Cassius Severus
Cassius Severus était un orateur romain actif sous les règnes d'Auguste et Tibère.

## Biographie
Cassius Severus était admiré pour son style dynamique et la vigueur de son éloquence.
Il ne ménagea pas ses critiques envers la famille impériale et les élites, ce qui provoqua son exil d'abord en Crète, ensuite, en renforcement de sa peine, sur l'île de Sérifos, où il mourut en 32 ap. J.-C.
Les historiens modernes débattent de la chronologie de ses exils successifs : 8 ou 12 ap. J.-C vers la Crète et 12 ou 24 ap. J.-C vers Sériphos.